# فروپاشی کمونیسم در آلبانی

قلمرو کشورهای بلوک شرق سابق با سال هایی که حکومت کمونیستی آنها پایان یافت. برای جمهوری های سابق اتحاد جماهیر شوروی، سال هایی که در آن اعلام استقلال کردند.

سقوط کمونیسم در آلبانی، که واپسین رویداد از این نوع در اروپا خارج از اتحاد جماهیر شوروی بود، در دسامبر ۱۹۹۰ با تظاهرات دانشجویی در پایتخت، تیرانا، آغاز شد، هرچند اعتراضات از ژانویه همان سال در شهرهای دیگری مانند اشکودر و کاوایه شروع شده بود. کمیته مرکزی حزب کار آلبانی در ۱۱ دسامبر اجازه چندحزبی شدن سیاسی را صادر کرد و بزرگ‌ترین حزب مخالف، حزب دموکراتیک، روز بعد تأسیس شد. انتخابات مارس ۱۹۹۱ حزب کار را در قدرت نگه داشت، اما یک اعتصاب عمومی و مخالفت‌های شهری منجر به تشکیل یک دولت «ثبات» شد که شامل افراد غیرکمونیست نیز بود. کمونیست‌های سابق آلبانی در انتخابات مارس ۱۹۹۲ در میان فروپاشی اقتصادی و ناآرامی‌های اجتماعی شکست خوردند و حزب دموکراتیک بیشتر کرسی‌ها را کسب کرد و رهبر آن، سالی بریشا، به عنوان رئیس‌جمهور انتخاب شد.

## پس زمینه
انور خوجه که به مدت چهار دهه جمهوری سوسیالیستی خلق آلبانی را رهبری کرد، در ۱۱ آوریل ۱۹۸۵ درگذشت. رامیز آلیا به عنوان دبیر اول حزب کار جانشین خوجه شد و به تدریج اصلاحات اقتصادی را معرفی و روابط دیپلماتیک با کشورهای اروپای غربی را گسترش داد.
بسیاری از آلبانیایی‌ها در جریان انقلاب‌های ۱۹۸۹ به دلیل کنترل اطلاعات توسط دولت در این کشور منزوی، از این رویدادها بی‌خبر ماندند. برخی از آلبانیایی‌ها حتی نمی‌دانستند دیوار برلین در نوامبر ۱۹۸۹ فرو ریخته است.
اولین شورش‌ها در اشکودر در ژانویه ۱۹۹۰ آغاز شد، جایی که چند صد نفر قصد داشتند مجسمه ژوزف استالین را تخریب کنند و از آنجا این شورش‌ها به چند شهر دیگر گسترش یافت. در نهایت، رژیم موجود برخی از آزادی‌ها از جمله تدابیری در سال ۱۹۹۰ برای آزادی سفر به خارج از کشور را معرفی کرد. تلاش‌ها برای بهبود روابط با جهان خارج نیز آغاز شد.
میخائیل گورباچف در سال ۱۹۸۵ سیاست‌های جدید گلاسنوست و پرسترویکا را در اتحاد جماهیر شوروی معرفی کرد. پس از اعدام نیکولای چائوشسکو، رهبر کمونیست رومانی، در جریان انقلاب رومانی در سال ۱۹۸۹، آلیا دریافت که اگر تغییرات رادیکالی ایجاد نکند، او نیز ممکن است با چنین سرنوشتی روبرو شود. او سپس توافق هلسینکی را امضا کرد که آلبانی را ملزم به رعایت استانداردهای حقوق بشری اروپای غربی کرد. آلیا همچنین جلسه‌ای با روشنفکران برجسته آن زمان برگزار کرد تا درباره اصلاح نظام سیاسی آلبانی تبادل نظر کند. تحت رهبری آلیا، اولین انتخابات چندحزبی از زمان به قدرت رسیدن کمونیست‌ها در آلبانی در سال ۱۹۴۴ برگزار شد. حزب آلیا انتخابات ۳۱ مارس ۱۹۹۱ را برد.
با این حال، واضح بود که انتقال به دموکراسی متوقف نخواهد شد. بسیاری از اعضای برجسته حزب دموکراتیک جدید در جریان تظاهرات کت‌های بارانی روشن به تن داشتند، در حالی که سالی بریشا، که در آن زمان هنوز عضو حزب کار بود، از رامیز آلیا در تظاهرات دانشجویی تشکر می‌کرد و دیده می‌شد که با خودروی دولتی در میدان اسکاندربگ رفت و آمد می‌کند. در همین حال، یک تظاهرات دانشجویی توسط پلیس دولتی در خوابگاه‌های شهر دانشجویان تیرانا سرکوب شد. رامیز آلیا از هیئتی از دانشجویان دانشگاه تیرانا دعوت کرد تا درباره نگرانی‌های خود گفتگو کرده و به توافقی دست یابند.
کمونیست‌ها در دور اول انتخابات کنترل دولت را حفظ کردند، اما دو ماه بعد در جریان یک اعتصاب عمومی سقوط کردند. کمیته‌ای به نام «نجات ملی» کنترل امور را به دست گرفت، اما طی شش ماه سقوط کرد. آلیا از ریاست جمهوری استعفا داد و سالی بریشا، اولین رهبر منتخب دموکراتیک آلبانی پس از اسقف فان نولی جانشینش شد.

## دولت پساکمونیستی
گذار از کمونیسم به سرمایه‌داری با چالش‌های زیادی همراه بود. حزب دموکراتیک مجبور به اجرای اصلاحاتی شد که وعده داده بود، اما این اصلاحات یا بسیار کند انجام می‌شدند یا مشکلات کشور را حل نمی‌کردند، و در نتیجه مردم از عدم تحقق سریع آرزوهایشان برای رفاه ناامید شدند. بسیاری از آلبانیایی‌ها نیز از گرایش روزافزون سالی بریشا به استبداد، از جمله فشار بر مخالفان، رسانه‌ها و جامعه مدنی، ناراضی بودند. در انتخابات عمومی ژوئن ۱۹۹۶، حزب دموکراتیک تلاش کرد اکثریت مطلق را به دست آورد و نتایج را دستکاری کرد.
ناآرامی‌های مدنی آلبانی در سال ۱۹۹۷ باعث سقوط دولت شد. این ناآرامی‌ها پس از فروپاشی چندین «ترفند هرمی» بزرگ (که در واقع ترفندهای پانزی بودند) و فساد گسترده در آلبانی به وجود آمد و منجر به هرج‌ومرج و شورش در سراسر کشور شد. دولت تلاش کرد با استفاده از زور شورش را سرکوب کند، اما این تلاش به دلیل روحیه پایین و فساد در ارتش آلبانی شکست خورد. با کمک میانجی‌گری بین‌المللی به رهبری فرانتس ورانیتسکی، فرستاده ویژه سازمان امنیت و همکاری اروپا، احزاب حاکم و مخالف توافق کردند که یک دولت آشتی تشکیل داده و انتخابات جدید برگزار کنند. برای تأمین آرامش و جلوگیری از خروج پناهجویان به خارج، نه کشور نیروهای نظامی خود را به یک نیروی بین‌المللی به نام عملیات آلبا اعزام کردند.
در انتخابات پارلمانی آلبانی در ژوئن ۱۹۹۷ حزب مخالف سوسیالیست (حزب کمونیست سابق) به قدرت رسید و این حزب تحت ریاست‌جمهوری نخست‌وزیران مختلف تا سال ۲۰۰۵ حکومت کرد. حزب دموکراتیک انتخابات پارلمانی سال‌های ۲۰۰۵ و ۲۰۰۹ را برد و آلبانی دوباره تحت حکومت سالی بریشا، این بار به عنوان نخست‌وزیر، قرار گرفت. حزب سوسیالیست در انتخابات سال ۲۰۱۳ پیروز شد و اکنون تحت رهبری رئیس حزب و نخست‌وزیر فعلی، ادی راما، اداره می‌شود.
بر اساس قانون اساسی که در ۲۲ نوامبر ۱۹۹۸ با همه‌پرسی تصویب و در ۲۸ نوامبر همان سال ابلاغ شد و در ژانویه ۲۰۰۷ اصلاح شد، آلبانی دارای نظام حکومتی دموکراتیک با تفکیک قوا و حفاظت از حقوق اساسی بشر است.
از زمان پایان کمونیسم، این کشور بیشتر به سمت غرب گرایش پیدا کرده تا به روسیه یا چین و روابط نسبتا سرد و کم‌رمقی با آنها داشته است. آلبانی در سال ۲۰۰۹ به ناتو پیوست و در تلاش است در آینده به اتحادیه اروپا ملحق شود.

## مراجع
1. ↑  Mysteries of December 1990 (Misteret e Dhjetoret) بایگانی‌شده  در ۲۰۱۱-۰۲-۱۱ توسط Wayback Machine, TV Klan.
2. ↑  Abrahams, Fred C. (2015). Modern Albania: From Dictatorship to Democracy. New York: NYU Press. pp. 169–221. ISBN 978-0814705117.
3. ↑  Lami, Remzi. "Albania: nine years after". AIM Tirana. Archived from the original on 3 August 2003. Retrieved 21 November 2010.
4. ↑  Bogdani, Mirela; Loughlin, John (23 February 2007). Albania and the European Union: the tumultuous journey towards integration. Bloomsbury Academic. p. 21. ISBN 9781845113087. Retrieved 2011-06-27.
5. ↑  Lenci lorenc (17 July 2009). "Sali Berisha cun i ri". Retrieved 21 March 2018 – via YouTube.
6. ↑  OLTIONPENGU (25 June 2009). "I Panjohuri". Retrieved 21 March 2018 – via YouTube.
7. ↑  Human Rights Watch, Human Rights in Post-communist Albania, 1 March 1996.
8. ↑  Organization for Security and Cooperation in Europe, Parliamentary Elections 26 May and 2 June: Observations, 2 July 1996.
9. ↑  Vaughan-Whitehead, Daniel (1999). Albania in Crisis: The Predictable Fall of the Shining Star. Edward Elgar Pub. ISBN 1840640707.
10. ↑  Vaughan-Whitehead, Daniel (1999). Albania in Crisis: The Predictable Fall of the Shining Star. Edward Elgar Pub. ISBN 1840640707.
11. ↑  The nine participating states were: Austria, Denmark, France, Greece, Italy, Romania, Slovenia, Spain, and Turkey.
12. ↑  "Final Report on Parliamentary Elections in Albania, 29 June 1997".
13. ↑  Constitution of the Republic of Albania.

## در ادامه مطلب
- Anders Åslund & Örjan Sjöberg (1992) "Privatisation and transition to a market economy in Albania", Communist Economies and Economic Transformation, 4:1, 135–150

## لینک های خارجی
- کشور زندان در Radio.cz
- تصاویر ویدئویی از اعتراضات دانشجویی، درگیری پلیس و سرنگونی مجسمه انور خوجه
- آلبانی در سال 1991: بیداری - مستند وقایع منجر به سقوط کمونیسم در آلبانی (ایتالیایی)